# الشيخ عطا
قرية الشيخ عطا هي إحدى القرى التابعة لمركز بني مزار بمحافظة المنيا في جمهورية مصر العربية. حسب إحصاءات سنة 2006، بلغ إجمالي السكان في الشيخ عطا 2838 نسمة، منهم 1489 رجلا و1349 امرأة.